# Nikolaj Sysuev
Nikolaj Sergeevič Sysuev (in russo Никола́й Серге́евич Сысу́ев?; Nižnij Novgorod, 19 maggio 1999) è un calciatore russo, portiere dell'Orenburg.

## Carriera

### Club
Cresciuto nel settore giovanile dell'Olimpiec N.N., debutta in prima squadra il 4 giugno 2017, in occasione dell'incontro di Pervenstvo Professional'noj Futbol'noj Ligi vinto per 0-1 contro il Syzran'-2003; in quattro stagioni e mezza incassa 28 reti in 35 incontri, contribuendo anche alla scalata dalla terza alla massima divisione.
Rimasto svincolato nel 2021, nel gennaio 2022 viene ingaggiato dall'Orenburg. Una volta ottenuta la promozione in massima divisione al termine della stagione, il 4 marzo 2023 ha esordito in Prem'er-Liga, disputando l'incontro perso per 3-1 contro l'Achmat Groznyj.

### Nazionale
Ha giocato nella nazionale russa Under-20.

## Statistiche

### Presenze e reti nei club
Statistiche aggiornate al 2 aprile 2023.
| Stagione               | Squadra                | Campionato             | Campionato | Campionato | Coppe nazionali | Coppe nazionali | Coppe nazionali | Coppe continentali | Coppe continentali | Coppe continentali | Altre coppe | Altre coppe | Altre coppe | Totale | Totale |
| Stagione               | Squadra                | Comp                   | Pres       | Reti       | Comp            | Pres            | Reti            | Comp               | Pres               | Reti               | Comp        | Pres        | Reti        | Pres   | Reti   |
| ---------------------- | ---------------------- | ---------------------- | ---------- | ---------- | --------------- | --------------- | --------------- | ------------------ | ------------------ | ------------------ | ----------- | ----------- | ----------- | ------ | ------ |
| 2016-2017              | Nižnij Novgorod        | 2D                     | 1          | 0          | CR              | -               | -               |                    | -                  | -                  |             | -           | -           | 1      | 0      |
| 2017-2018              | Nižnij Novgorod        | 1D                     | 7          | -8         | CR              | 0               | 0               |                    | -                  | -                  |             | -           | -           | 7      | -8     |
| 2018-2019              | Nižnij Novgorod        | 1D                     | 9          | -6         | CR              | 0               | 0               |                    | -                  | -                  |             | -           | -           | 9      | -6     |
| 2019-2020              | Nižnij Novgorod        | 1D                     | 14         | -9         | CR              | 0               | 0               |                    | -                  | -                  |             | -           | -           | 14     | -9     |
| 2020-2021              | Nižnij Novgorod        | 1D                     | 4          | -5         | CR              | 0               | 0               |                    | -                  | -                  |             | -           | -           | 4      | -5     |
| Totale Nižnij Novgorod | Totale Nižnij Novgorod | Totale Nižnij Novgorod | 35         | -28        |                 | 0               | 0               |                    | -                  | -                  |             | -           | -           | 35     | -28    |
| gen.-giu. 2022         | Orenburg               | 1D                     | 0          | 0          | CR              | -               | -               |                    | -                  | -                  |             | -           | -           | 0      | 0      |
| 2022-2023              | Orenburg               | PL                     | 4          | -4         | CR              | 2               | -5              |                    | -                  | -                  |             | -           | -           | 6      | -9     |
| Totale Orenburg        | Totale Orenburg        | Totale Orenburg        | 4          | -4         |                 | 2               | -5              |                    | -                  | -                  |             | -           | -           | 6      | -9     |
| Totale carriera        | Totale carriera        | Totale carriera        | 39         | -32        |                 | 2               | -5              |                    | -                  | -                  |             | -           | -           | 41     | -37    |